# Église Saint-Manvieu de Marchésieux
L'église Saint-Manvieu de Marchésieux est un édifice catholique, des XIIIe et XIVe siècles, qui se dresse sur le territoire de la commune française de Marchésieux, dans le département de la Manche, en région Normandie. L'édifice est totalement protégé aux monuments historiques.

## Localisation
L'église est située dans le bourg de Marchésieux, dans le département français de la Manche.

## Historique
Le prieuré de Marchésieux a été fondé en 1070 par Robert d'Aubigny, un des compagnons de Guillaume le Conquérant. Il a été donné à l'abbaye bénédictine de Cormery, près de Tours.
Son histoire est peu connue. En 1256, l'archevêque de Rouen Eudes Rigaud a visité le prieuré où il ne trouve que trois moines qui ne respectent pas de règles, ni le jeûne, mangent de la viande. Le prieur n'est pas présent dans le prieuré. Il fait une nouvelle visite en 1266.
De l'église du XIe siècle il ne subsiste rien. La croisée du transept, la partie la plus ancienne de l'église actuelle, ne remonte qu'à la seconde moitié du XIIe siècle. La nef et ses collatéraux de style gothique ont été construits vers le milieu du XIIIe siècle. La construction a commencé par la première travée de la nef pour aller vers la croisée. Le collatéral sud a été le dernier construit. Les piles de la croisée sont remaniées dans le troisième tiers du XIIIe siècle en même temps que les croisillons sont édifiés. Le chœur est élevé à la fin du XIIIe siècle ou dans les premières années du XIVe siècle. Le clocher date de la même période, ainsi que l'agrandissement de certaines fenêtres de la nef, la fin de la construction du portail occidental et le porche qui le précède.
L'église est décrite en assez mauvais état au cours des visites diaconales de 1686 et 1687. Les répérations ont été faites car elle est décrite en excellent état en 1728. Des travaux sont faits au XVIIIe siècle. En mars 1914, le sol est abaissé car les bases des colonnes avaient été enfouies. Un ravallement général est fait en 1918. Les bases des colonettes des collatéraux sont refaites du 1925 ainsi que les fenêtres des croisillons. La Seconde Guerre mondiale n'a pas fait de dégâts importants. Les voûtes de la première travée du chœur et de la travée adjacente du collatéral nord ont été crevées. La toiture et la face oriental du clocher ont été éventrées.

## Description
L'église qui date des XIIIe et XIVe siècles a une nef du début du XIIIe siècle, et un chœur du début du XIVe siècle, aveugles dotés de collatéraux. Le transept date du troisième tiers du XIIIe siècle et les deux travées qui composent son chœur à chevet plat sont de la fin du XIIIe siècle.
Son clocher carré est coiffé en bâtière. Les piles de la croisée du XIIe siècle sont encore romanes.
Les peintures murales présentent dix tableaux mis au jour en 1947 lors de la reconstruction de l'église qui datent du début du XIVe siècle : enfance du Christ, légendes de saint Manvieu, évêque de Bayeux et de saint Jouvin, moine maçon de la cathédrale de Coutances, Cène, anges, apôtres et Christ en majesté entouré des évangélistes sur le mur du chevet. Les larges clefs de voûte sculptées accrochées aux ogives de la nef figurant l'Annonciation, la Nativité, l'Adoration des mages, du XVe siècle, sont un décor venu tout droit de l'Anjou et du Saumurois, où elles décorent les voûtes à nervures multiples, comme à Crouzilles (statuettes), Airvault, Saint-Jouin-de-Marnes (clés de voûte). Les statuettes-nervures, représentant trois moines donateurs. L'édifice abrite également un relief du XVIe siècle du martyre de sainte Apolline.

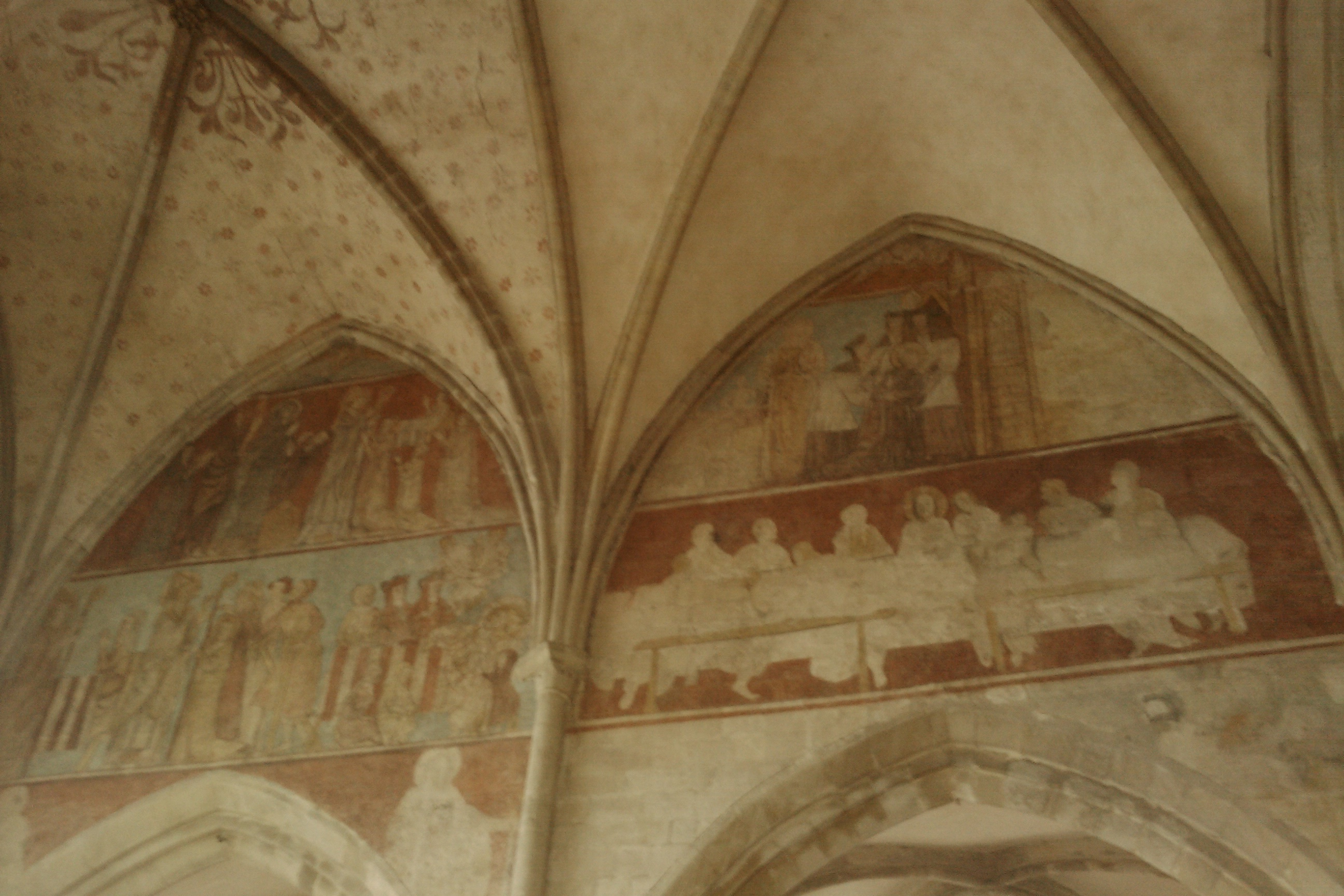
Peintures murales.
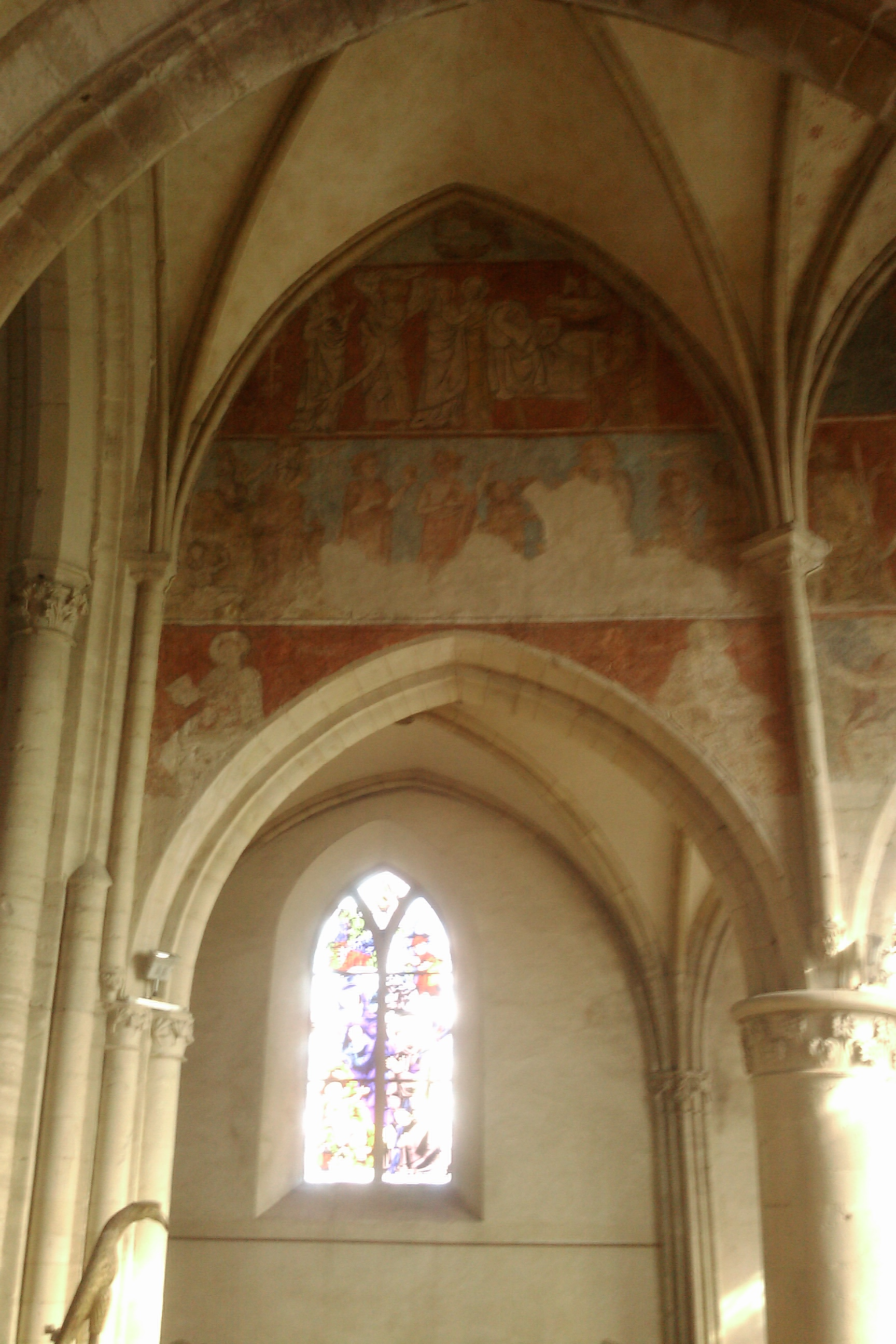
Peintures murales.

## Protection
Au titre des monuments historiques : 
- l'église est inscrite par arrêté du 14 octobre 1946 ;
- les peintures murales du XIVe siècle représentant le massacre des Innocents et la Présentation au Temple qui décorent les tympans surmontant les grandes arcades et les voûtains du chœur sont classées par arrêté 15 septembre 1953.

## Mobilier
L'église abrite un aigle lutrin du XVIIIe siècle classé au titre objet aux monuments historiques, ainsi que des fonts baptismaux du XVIIe siècle, des statues de saint Manvieu du XVIIIe siècle et sainte Marguerite du XVIe siècle, et une verrière du XXe siècle de Jean Barillot.